# 朱玫 (唐朝)
朱玫（9世纪—887年1月7日），邠州（今陝西省彬州）人。唐末軍閥。

## 生平
原為徐州叛首庞勋部下裨将，咸通十年（869年）降唐，为邠州戍将，后邠宁节度使李侃调任河东，朱玫随行，为马步都教练使。乾符六年（879年），河东军乱，朱玫被任为三城斩斫使，捕杀乱兵。改河东马步军都虞候。同年十二月，诏以为代州刺史。次年，僖宗诏河东节度使郑从谠将河东军给夏绥节度使诸葛爽以便其南讨农民变军黄巢，郑从谠派牙将论安和时任后院军使朱玫率步骑五千前去，论安擅归，郑从谠斩之，将五千军全部交给朱玫勤王。881年，朱玫为邠州通塞镇将，假装效力黄巢所任邠宁节度使王玫，乘机起兵杀之，以别将李重古为留后，约定合兵讨黄巢。他袭击黄巢军，战于开远门，被枪洞穿咽喉，不死。以功升晋州刺史、邠宁节度副使，合泾、原、岐、陇兵八万屯兴平，号定国砦，为黄巢将王播所围，战于涝上，败走邠州，退屯奉天及龙尾陂，诏命灵、盐军相助。同年升邠宁節度使。882年被任为河南都统。引兵屯中桥，列五壁，进西北面都统。883年春唐僖宗重返长安后，授朱玫同中书门下平章事，封吴兴侯。次年，僖宗改邠宁为静难。中和五年（885年）三月，田令孜與河中節度使王重榮交惡。光啟二年（886年），王重榮上書列舉田令孜十大罪狀。田令孜調撥禁軍，引鄜州（今陝西富縣）、延州（今陝西延安）、靈州（今寧夏靈武）諸道軍，令朱玫、鳳翔節度使李昌符討伐王重榮。朱玫反而聯合李克用、王重榮、李昌符反抗田令孜。令孜乃縱火焚燒坊市和宮室，挾僖宗逃往鳳翔（今陝西鳳翔）。朱玫拥李煴为帝，他则自任侍中，专断朝政，又派王行瑜追击僖宗，王行瑜倒戈杀朱玫。

## 延伸阅读
[在维基数据编辑]
 《舊唐書/卷175》，出自刘昫《舊唐書》
 《新唐書·卷224下》，出自《新唐書》